# Cloé Crédeville
Cloé Crédeville (ur. 12 kwietnia 1990 w Paryżu) – francuska pływaczka, specjalizująca się głównie w stylu grzbietowym.
Mistrzyni Europy na krótkim basenie z Chartres (2012) w sztafecie 4 x 50 m stylem zmiennym.